# Dina: Drugi dio
Dina: Drugi dio (eng. Dune: Part Two) američki je epski, znanstvenofantastični film iz 2024. koji je režirao Denis Villeneuve prema scenariju koji su napisali Villeneuve, John Spaihts i Eric Roth. Izravan je nastavak filma Dina (2021.), drugi je dio dvodijelne adaptacije istoimenog romana Franka Herberta iz 1965. i pokriva otprilike drugu polovicu ove knjige. Glumačku postavu čine: Timothée Chalamet, Zendaya, Rebecca Ferguson, Josh Brolin, Stellan Skarsgård, Dave Bautista, Stephen McKinley Henderson, Charlotte Rampling, Javier Bardem, Florence Pugh, Léa Seydoux, Austin Butler, Christopher Walken i Souheila Yacoub.
Snimanje je počelo 18. srpnja 2022., a završilo u prosincu iste godine.

## Radnja
Film prati mitsko putovanje vojvode Paula Atreida, koji ima vidovnjačke moći koje mu mogu omogućiti da povede čovječanstvo prema boljoj budućnosti. Sada je ujedinjen s Chani i Fremenima na ratnom putu osvete protiv zavjerenika koji su uništili njegovu obitelj. Suočen s izborom između ljubavi svog života i sudbine poznatog svemira, nastoji spriječiti strašnu budućnost.

## Uloge
- Timothée Chalamet kao Paul Atreid, vojvodski nasljednik Kuće Atreida.
- Zendaya kao Chani, mlada Fremenka
- Rebecca Ferguson kao Gospa Jessica Atreid, Paulova majka, akolitkinja sestrinstva Bene Gesserit i priležnica vojvode Leta.
- Josh Brolin kao Gurney Halleck, oružnik Kuće Atreida i jedan od Paulovih mentora.
- Stellan Skarsgård kao barun Vladimir Harkonnen, barun Kuće Harkonnena, neprijatelj Kuće Atreida i bivši upravitelj Arrakisa.
- Dave Bautista kao Zvijer Rabban Harkonnen, nećak baruna Harkonnena.
- Stephen McKinley Henderson kao Thufir Hawat, mentat Kuće Atreida.
- Charlotte Rampling kao Časna majka Mohiam, careva Istinozborka iz sestrinstva Bene Gesserit.
- Javier Bardem kao Stilgar, vođa fremenskog plemena u Sieč Tabru.

## Vanjske poveznice

### Sestrinski projekti
|  | Zajednički poslužitelj ima još gradiva o temi Dina: Drugi dio |

- Službene stranice filma
- Dina: Drugi dio u internetskoj bazi filmova IMDb-a